# Kusari

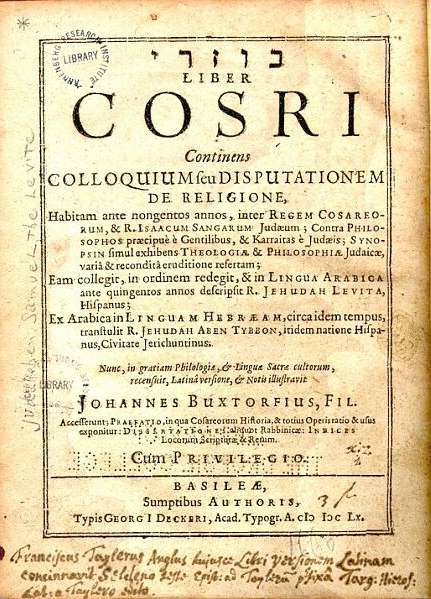
Titelseite der lateinischen Buxtorf-Ausgabe von 1660

Kusari, vollständiger Titel Buch der Widerlegung und des Beweises im Namen der verachteten Religion (arabisch كتاب الحجة والدليل في نصرة الدين الذليل Kitab al-Ḥujjah wal-Dalil fi Nuṣr al-Din al-Dhalil, hebräisch ספר הכוזרי Sefer ha-Kusari „Buch des Chasaren“) ist eines der berühmtesten Werke des mittelalterlichen spanisch-jüdischen Philosophen und Dichters Jehuda Halevi. Halevi arbeitete an diesem Buch während zwanzig Jahren und vollendete es 1139, kurz vor seinem geplanten Aufbruch ins Heilige Land.
Das Buch ist auf Judäo-Arabisch geschrieben, in Form eines Gesprächs zwischen dem König der Chasaren und einem jüdischen Weisen über die Grundlagen des Judentums. Als historischer Hintergrund dient dem Autor der überlieferte Bericht eines freiwilligen Übertritts der Chasaren zum Judentum, etwa vierhundert Jahre zuvor. Das Buch Kusari hat bis heute grundlegende Bedeutung für die jüdische Philosophie und allgemein für die jüdische Geisteswelt.

## Aufbau und Inhalt
Das Buch enthält fünf Kapitel, die ma'amarim („Artikel“) genannt werden.

### Erstes Kapitel
Das erste Kapitel beginnt mit der Beschreibung eines nächtlichen Traums, in dem ein Engel dem König der Chasaren erschien und ihm erklärte: „Dein Gedankengang ist dem Schöpfer wohlgefällig, jedoch nicht dein Handeln“, nachdem der König einen Übertritt zum Judentum erwogen hatte. Infolgedessen befragte er einen Philosophen, einen scholastisch gebildeten Christen und einen muslimischen Gelehrten über ihre religiösen Überzeugungen, ließ sich jedoch von keinem von ihnen überzeugen. Den Philosophen macht er auf den tödlichen Hass zwischen Christen und Muslimen aufmerksam. Dem Muslim erklärt er, als Nicht-Araber und aufgrund fehlender Sprachkenntnisse bleibe ihm der wundersame Charakter des heiligen Buches verschlossen. 
Der anschließend auftretende Rabbi überrascht den König, indem er seine Darlegungen nicht mit Gottesbeweisen beginnt, sondern als Erstes die göttlichen Wunder zugunsten der Israeliten erläutert. Als Beweis der Überlegenheit des Judentums dienen ihm der Auszug aus Ägypten und die Offenbarung der Tora am Berg Sinai. Offenbarte Religion sei einer natürlichen Religion weit überlegen. Griechische Philosophie, insbesondere die Werke von Aristoteles, seien ohne göttliche Unterstützung entstanden, während die israelitischen Propheten damit ausgestattet gewesen seien.

### Zweites Kapitel
Nach der Schilderung des Übertritts des Chasarenkönigs und seines Wesirs zum Judentum konzentriert sich Halevi zunächst auf die Frage der göttlichen Attribute. Er verwirft die zeitgenössische Doktrin der Unterscheidung zwischen essenziellen und akzidenziellen Attributen und hält alle göttlichen Attribute für gleich bedeutend. Dies führt ihn zur Frage des Anthropomorphismus in Beschreibungen Gottes. Die „Vermenschlichung“ Gottes verwirft er nicht gänzlich, sondern gibt zu bedenken, dass gewisse Bibelstellen, in denen Körperteile Gottes (z. B. Antlitz, Augen, Hand) zur Sprache kommen, die Ehrfurcht vor ihm steigern können.
Weiters werden in diesem Kapitel die Vorzüglichkeit des Gelobten Landes, der Israeliten und der hebräischen Sprache erwähnt, die sich letztlich auf die Vorzüglichkeit der Tora als offenbartes Wort Gottes zurückführen lassen. Der Rabbi bzw. der Verfasser beschreibt die Juden als auserwähltes Volk, auch wenn sie von den aktuell herrschenden Christen und Muslimen gleichermaßen verachtet werden.

### Drittes Kapitel
Nach einer kurzen Erläuterung der wichtigsten Gebete in der täglichen jüdischen Liturgie, nämlich des Schma Jisrael und des Achtzehnbittengebetes, widmet sich der Verfasser der Widerlegung der Lehren der Karaiten, welche die im Talmud niedergelegte, zunächst mündlich weitergegebene Überlieferung nicht anerkennen. Schon für die Lektüre und den Vortrag der Tora bedarf es der mündlichen Überlieferung, da der originale Text der Tora in einer Konsonantenschrift überliefert ist und ursprünglich weder mit Vokalen noch mit Kantillationszeichen versehen war.

### Viertes Kapitel
Zu Beginn des vierten Kapitels erläutert Halevi den Unterschied zwischen dem Gottesnamen Elohim, der schon im alten Ägypten bekannt gewesen sei und Gottes Qualitäten als Weltherrscher beschreibt, und dem Tetragrammaton. Der Verfasser sieht Gottesnamen wie „Elohim“, „Heiliger“ oder Adonai als Attribute zur Beschreibung von Gottes Handeln in der Welt, während die wahre Bedeutung des Tetragrammatons nur den Juden bekannt sei. Die Vielfalt der Namen Gottes lasse ebenso wenig auf eine Vielfalt in seinem Wesen schließen, wie die vielfältigen Einflüsse der Sonnenstrahlen auf verschiedene Körper eine Vielfalt von Sonnen implizieren.
Nun kommt Halevi auf sein Lieblingsthema zurück und wiederholt, dass die Aussprüche der Propheten das göttliche Wissen reiner wiedergeben als die Lehren der Philosophen. Er bekennt seine große Verehrung für das Sefer Jetzira, zitiert zahlreiche Passagen daraus und schließt mit einer Abhandlung über die astronomischen und medizinischen Kenntnisse der alten Hebräer.

### Fünftes Kapitel
Das fünfte und letzte Kapitel widmet sich einer Kritik der verschiedenen philosophischen Systeme, die in der christlichen und islamischen Welt zur Zeit des Autors bekannt waren. Dazu gehören zunächst die aristotelische Kosmogonie und Metaphysik, sowie auch der neuplatonische Begriff der Emanation. Als Kusari den Rabbi um eine kurze Zusammenfassung der Lehren der Mutakallimun bittet, geht dieser nicht darauf ein. Er verwirft dies als nutzlose Beschäftigung mit der Dialektik der Meister des Kalām, deren Überlegungen zur Schöpfung der Welt und zur Einheit Gottes ihm als bloße Gedankenspiele erscheinen. Es folgt eine Abhandlung über die Beschaffenheit der Seele und ihrer Fähigkeiten. Dies führt schließlich zur Frage des freien Willens, den der Rabbi im Gegensatz zu den Epikuräern und Fatalisten verteidigt. 
Zum Schluss verabschiedet sich der Rabbi vom König und drückt seinen Wunsch aus, das Land der Chasaren zu verlassen und nach Jerusalem aufzubrechen.

## Zitat
„Kusari. Nun so beschreibe mir die Handlungsweise eines Frommen bei euch in heutiger Zeit.

Rabbi. Der Fromme hat wohl Acht auf sein Land, wägt jedem Bewohner seine Nahrung und alle seine Bedürfnisse ab und teilt sie ihm zu, verfährt gerecht mit ihm, beeinträchtigt keinen, gibt keinem mehr als den ihm zukommenden Teil. Dafür findet er sie dann auch, wenn er sie braucht, gehorsam, beeilt ihm zu antworten, wenn er ruft; er befiehlt und sie handeln nach seinem Befehl; er verbietet und sie achten das Verbot.

Kusari. Über den Frommen, nicht über den Herrscher habe ich dich befragt!

Rabbi. Der Fromme ist ein Herrscher, dem seine Sinne und seine geistigen und körperlichen Fähigkeiten gehorchen, die er auf naturgemäße Weise leitet...“

## Übersetzungen
Bekanntheit erlangte zunächst die hebräische Übersetzung des Buches von Jehuda ibn Tibbon aus dem 12. Jahrhundert, die auch als Grundlage für spätere Sprachversionen diente. 1660 erschien eine lateinische Übersetzung des Basler Hebraisten Johann Buxtorf der Jüngere, 1868 eine deutsche Übertragung von David Cassel. Zu Beginn des 20. Jahrhunderts veröffentlichte der Orientalist Hartwig Hirschfeld eine englische Übersetzung, nachdem er 1895 erstmals den judäo-arabischen Urtext von Jehuda Halevi publiziert hatte.